# Moye (langue)
Le moye (mɔ́yɛ́ en moye), moi ou moyi, est une langue bantoue parlée dans les provinces de l’Équateur et du Mai-Ndombe en République démocratique du Congo et dans les départements de la Cuvette et des Plateaux en République du Congo.